# チャック・タナー
チャールズ・ウィリアム・タナー（Charles William Tanner, 1928年7月4日 - 2011年2月11日）はアメリカ合衆国ペンシルベニア州ローレンス郡ニューキャッスル出身の元プロ野球選手（外野手）、監督。左投左打。
息子のブルース・タナーも元メジャーリーガー（投手）であり、1年だけシカゴ・ホワイトソックスでプレーしている。

## 経歴
1946年にボストン・ブレーブスと契約してプロ入り。チームがミルウォーキーへ移転後の1955年4月12日にメジャーデビューし、初打席で初球を叩いて代打本塁打を放っている。1957年は準レギュラーで117試合に出場し、打率.279、9本塁打、48打点を記録した。ロサンゼルス・エンゼルスでプレーの1962年を最後に引退した。
引退後はマイナーでの監督を経て1970年終盤にシカゴ・ホワイトソックスの監督に就任した。前向きな性格でディック・アレンのような問題児も巧みに操縦し、1972年には2位となってスポーティングニュース誌選出の最優秀監督に選ばれる。
1976年にはオークランド・アスレチックスの監督となるが、同年末にマニー・サンギーエンと移籍金10万ドルとのトレードで、ピッツバーグ・パイレーツへ移った。パイレーツでは1979年にワールドシリーズ優勝へ導いた。
2011年2月11日に死去したことが報じられた。

## 監督としての特徴
機動力を駆使した采配を特徴とし、1976年は341回、1977年は260回の盗塁を成功させたが、放任主義と批判も浴びた。

## 詳細情報

### 背番号
- 18（1955年 - 1957年途中）
- 39（1957年途中 - 同年終了）
- 6（1958年、1960年 - 同年途中）
- 26（1959年）
- 5（1960年途中 - 同年終了）
- 11（1961年 - 1962年）
- 7（1971年 - 1988年）